# Pleurotaenium gloriosum
Pleurotaenium gloriosum là một loài Song tinh tảo trong họ Desmidiaceae, thuộc chi Pleurotaenium.